# Chotusice

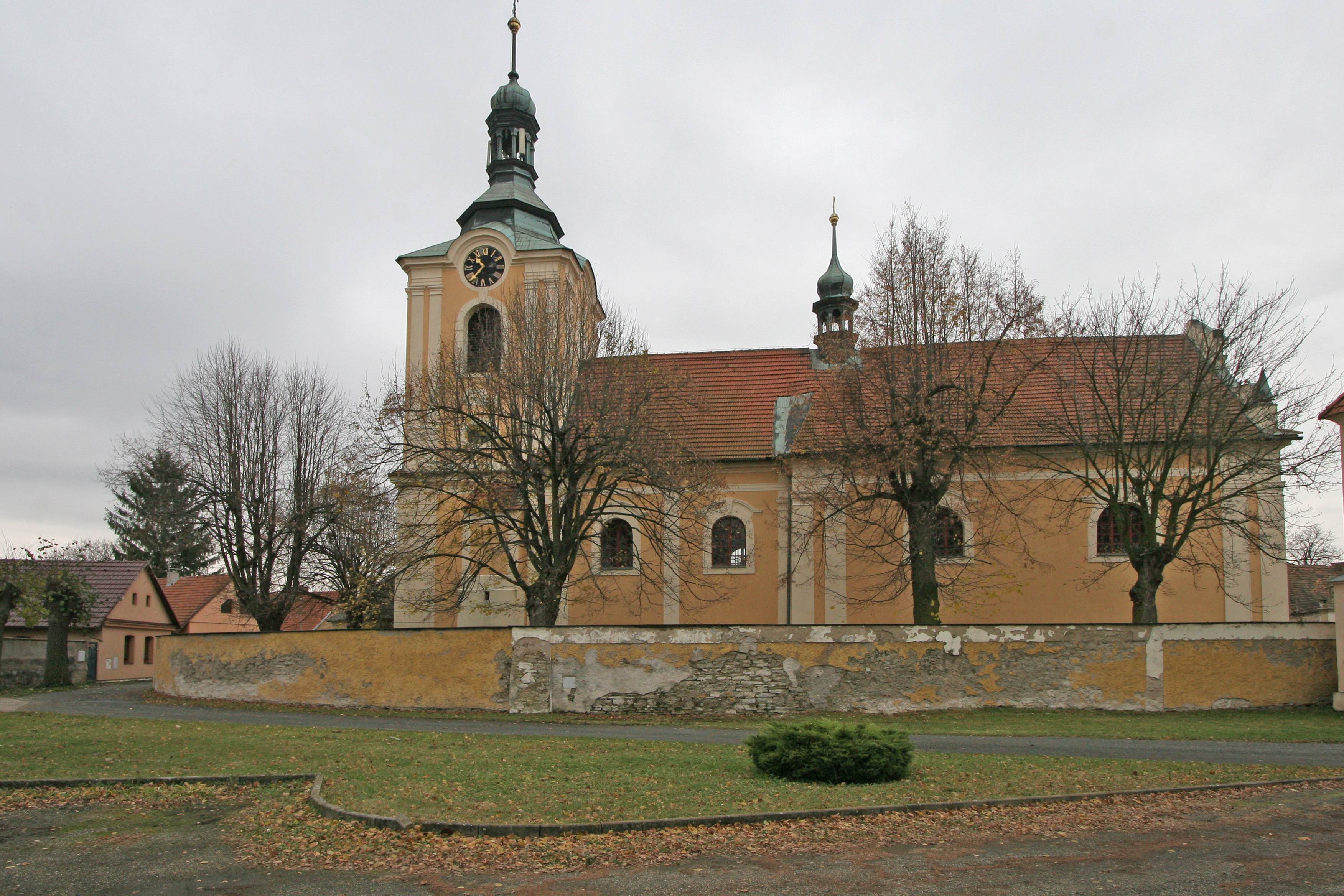
Kirche des hl. Wenzel

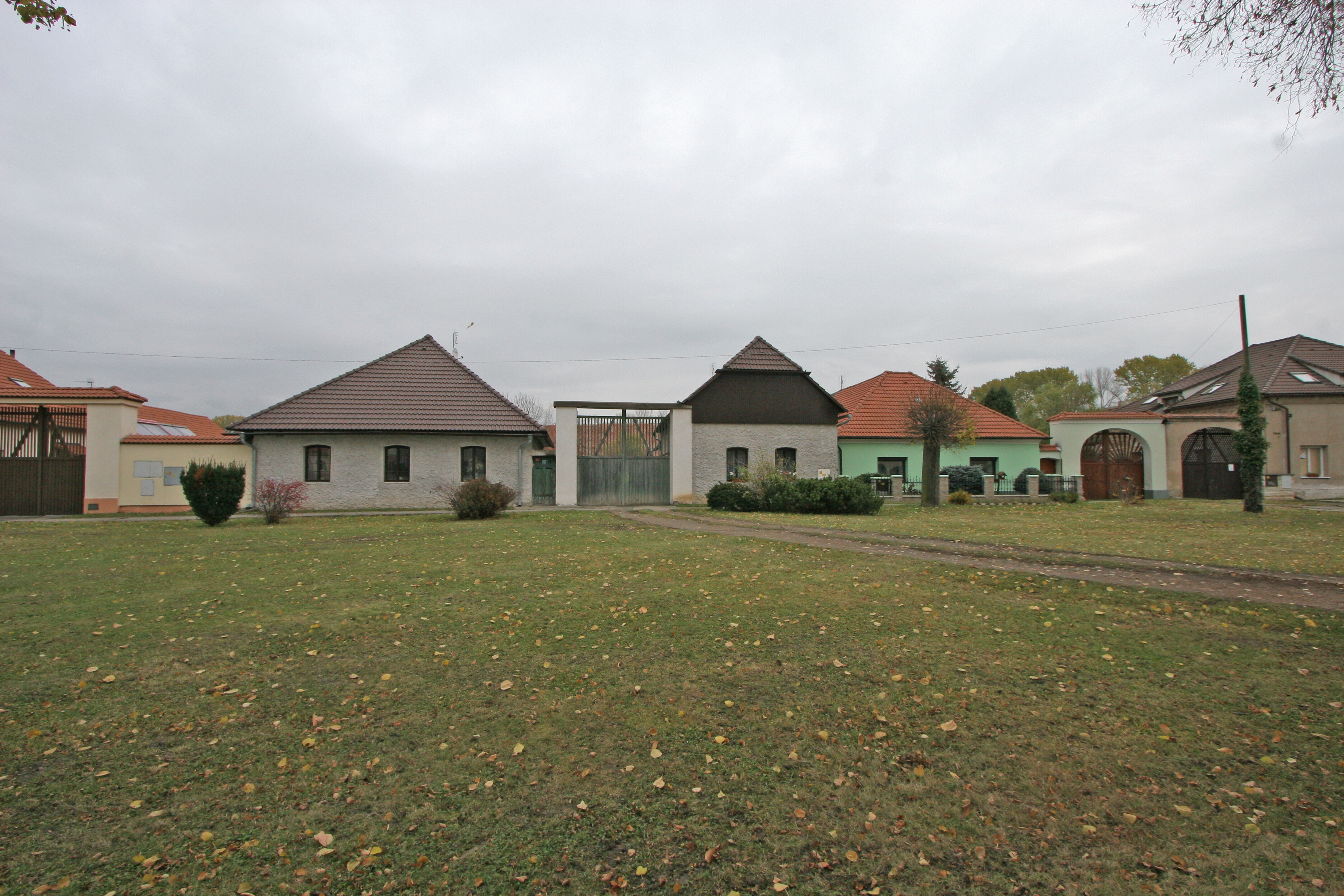
Dorfplatz in Chotusice

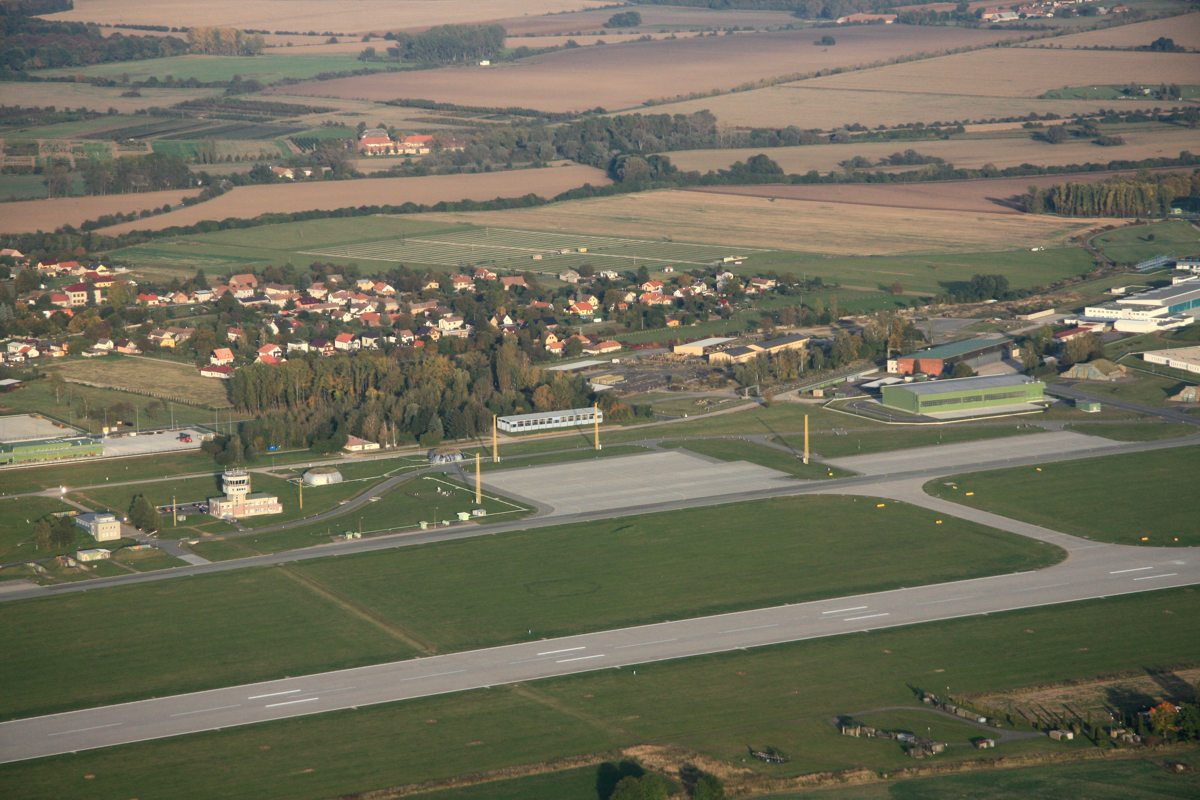
Luftbild vom Flugplatz und Chotusice

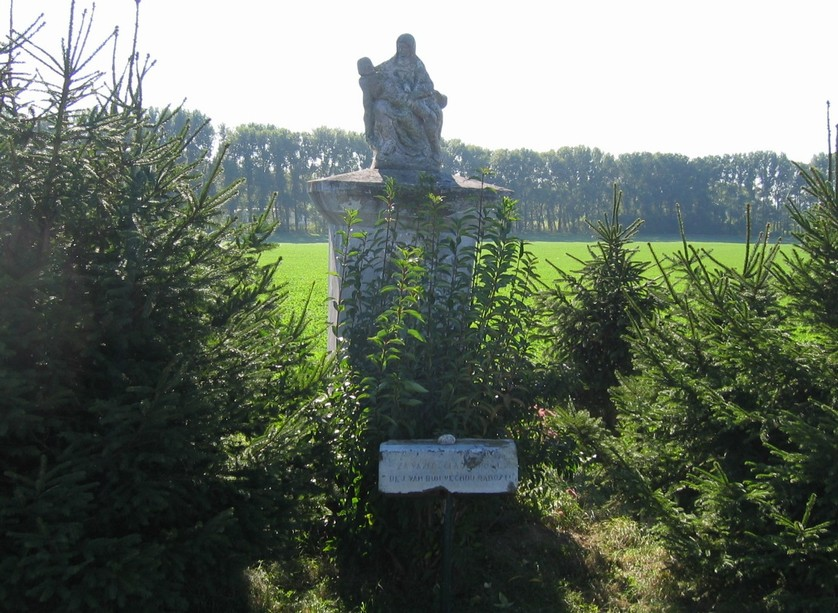
Gedenkstein an die Schlacht bei Chotusitz

Chotusice (deutsch Chotusitz) ist eine Gemeinde im Okres Kutná Hora, Tschechien. Sie liegt 4,5 Kilometer nördlich von Čáslav.

## Geographie
Chotusice befindet sich linksseitig des Baches Brslenka in der Čáslavská kotlina (Czaslauer Becken). Westlich des Dorfes erstreckt sich der Militärflugplatz Čáslav (LKCV), nordöstlich liegt das Wildgehege Žehušická obora. Östlich verläuft die Straße II/338 zwischen Čáslav und Chvaletice. Im Nordwesten erheben sich der Červený kopec (231 m n.m.), die Pavillonhöhe (239 m n.m.) und die Kamajka (231 m n.m.), südwestlich die Hořejší kupa (252 m n.m.).
Nachbarorte sind Rohozec und Žehušice im Norden, Horka I, Svobodná Ves und Bojmany im Nordosten, Druhanice und Vlačice im Osten, Vrcha, Horní Bučice, Koudelov und Filipov im Südosten, Čáslav und Budín im Süden, Kalabousek, Klejnary, Lochy und Třebešice im Südwesten, Vrabcov, Netřeba, Církvice und Jakub im Westen sowie Ovčáry, Nové Dvory und Svatý Mikuláš im Nordwesten.

## Geschichte
Die erste schriftliche Erwähnung von Chotovice erfolgte 1142 in der Gründungsurkunde des Klosters Sedlec, das jedoch erst später Besitzer des Dorfes wurde. Im Jahre 1316 bestätigte Heinrich II. Pykna von Lichtenburg die durch seinen verstorbenen Vater Ulmann vorgenommene Schenkung des Dorfes an das Sedlecer Kloster. Seit der Mitte des 14. Jahrhunderts wurde das Dorf als Chotussice (Chotušice) bezeichnet. Die Sedlecer Zisterzienser errichteten in Chotusice eine Pfarrkirche und gründeten die Propstei Sankt Prokop. Nach Ausbruch der Hussitenkriege fiel 1421 ein Heer der Aufständischen unter Jan Želivský in Chotusice ein und verwüstete das Dorf; die Propstei wurde dabei zerstört. In der nachfolgenden Zeit bemächtigten sich weltliche Herren der Güter des niedergebrannten Klosters Sedlec.
Im Jahre 1436 überschrieb König Sigismund das Dorf Chotusice an den Besitzer des Gutes Žehušice, Jan Chotouň Žehušický von Nestajov, dem er es schon 1430 verpfändet hatte. Auf Gesuch Adams des Älteren von Waldstein, der die Herrschaft Žehušice 1598 erworben hatte, wurde Chotusice 1601 durch Kaiser Rudolf II. zum Städtchen erhoben und erhielt das Recht zur Führung eines Wappens und zur Siegelung mit grünem Wachs sowie das Privileg für einen Jahrmarkt und einen Wochenmarkt; zugleich entzog der Kaiser sämtliche Privilegien des Städtchens Žehušice. 1661 erwarb Michael Oswald von Thun und Hohenstein die Herrschaft Žehušice von den Erben des Burian Ladislaw von Waldstein. 1671 bestimmte er die Herrschaft Žehušice zum Majorat und vererbte sie seinem Bruder Maximilian. In den Jahren 1679, 1680, 1704 und 1713 brach die Pest in Chotusice aus, außerdem hinterließ zu Beginn des 18. Jahrhunderts ein Stadtbrand große Schäden. Johann Joseph Anton von Thun und Hohenstein, der die Herrschaft Žehušice als einziger Sohn von seinem Vater Franz geerbt hatte, verschärfte die Robotverpflichtungen der Chotusicer Bürger. Da diese sich nach dem Brand stattdessen eine Mäßigung erhofft hatten, brach eine Rebellion und Führung des Bauern Ciner aus.
Während des Ersten Schlesischen Krieges trafen am 17. Mai 1742 westlich von Chotusice das preußische und das österreichische Heer aufeinander. In der Schlacht bei Chotusitz besiegten die 23.500 Preußen unter Friedrich II. 28.000 Österreicher unter dem Prinzen Karl von Lothringen. Dabei ging das Städtchen in Flammen auf. Nach der Schlacht ließ Friedrich II. über dem Kirchtor das preußische Wappen anbringen, die Soldaten der tapfersten Abteilungen wurden mit einem Totenkopfabzeichen ausgezeichnet. Der preußische König kaufte das Feld Na království nördlich von Chotusice auf und ließ die preußischen Gefallenen begraben. Die auf dem Schlachtfeld gelegene südliche Kuppe der Kamajka wurde nach der Schlacht Červený kopec genannt. Durch die Soldaten war die Cholera in die Czaslauer Gegend eingeschleppt worden, allein in Chotusice starben 120 Menschen an der Krankheit.
Im Jahre 1783 lebten in den 123 Häusern des Städtchens 690 Menschen. Zum Ende des 18. Jahrhunderts überschrieb Johann Joseph Anton von Thun und Hohenstein die Fideikommissherrschaft Sehuschitz seinem Sohn Franz, der die Verwaltung seiner Frau Wilhelmine von Ulfeldt übertrug. Rudolph Chotek von Chotkow auf Neuhof ließ zu Ehren von Gräfin Wilhelmine auf dem an der Grenze beider Herrschaft gelegenen Hügel Kamajka das Lustschlösschen  Wilhelminens Hügel erbauen, dessen Fertigstellung Wilhelmine von Thun nicht mehr erlebte. Kaiser Franz II. erteilte dem Städtchen 1799 das Privileg für zwei Viehmärkte. Im Jahre 1810 erbte Joseph Mathias von Thun und Hohenstein die Herrschaft. Er ließ zwei stattliche öffentliche Gebäude in dem Städtchen errichten; 1823 wurde die neue Schule eingeweiht und 1825 die Pfarrei. 1832 war Chotusitz auf 166 Häuser angewachsen und hatte 1096 Einwohner.
Im Jahre 1840 bestand der Markt Chotusitz beziehungsweise Chotusyce aus 166 Häusern, in denen 1158 Personen lebten. Die Bewohner lebten überwiegend vom Feldbau, zudem gab es 41 Gewerbetreibende. Unter dem herrschaftlichen Patronat standen die Pfarrkirche Sankt Wenzel und die Schule. Im Ort bewirtschafteten die Grafen von Thun und Hohenstein einen Meierhof, auf der Anhöhe westlich von Chotusitz befand sich eine große Remise mit einem Jägerhaus. Chotusitz war Pfarrort für Rohosetz, Franzdorf, Horkau, Josephsdorf, Sulowitz (Sulovice), Boiman, Wlatschitz, Druhanitz, Ober-Butschitz und Unter-Butschitz.
Nach der Aufhebung der Patrimonialherrschaften bildete Chotusice mit den Ortsteil Druhanice eine Marktgemeinde im Gerichtsbezirk Časlau. 1857 lebten in den 167 Häusern von Chotusice 1364 Personen. Durch die von preußischen Truppen nach Böhmen eingeschleppte Cholera starben 1866 in Chotusice 12 Menschen. Ab 1868 gehörte der Ort zum Bezirk Časlau. Die Schule wurde 1880 um einen Anbau erweitert. Im selben Jahre erreichte der Markt mit 1563 Einwohnern die höchste Bevölkerungszahl in seiner Geschichte. Das Gemeindekataster hatte im Jahre 1890 eine Ausdehnung von 11,3 Quadratkilometern. In den Jahren 1913 bis 1914 wurde Chotusice elektrifiziert. 1921 erfolgte die Errichtung der bäuerlichen Zuckerfabrik Ovčáry, zu den Gründern des Unternehmens gehörte auch der Chotusicer Bürgermeister Bohumil Horký. In diesem Zusammenhang entstand auch die Straße nach Ovčáry, auf der die Bauern ihre Rüben zur Verarbeitung transportierten. Der Meierhof der Grafen Thun wurde 1922 parzelliert. Im gleichen Jahre erhielt Chotusice ein Postamt. Zwischen 1937 und 1938 wurde die neue Schule errichtet. Zwischen 1952 und 1958 wurde auf den Feldern westlich von Chotusice – dem Schlachtfeld von 1742 – der Militärflugplatz Čáslav angelegt. Den westlichen Teil ihres Katasters mit dem Flugplatz- und Kasernengelände musste die Gemeinde an die Stadt Čáslav abtreten. Im Zuge der Gebietsreform von 1960 wurde der Okres Čáslav aufgehoben; Chotusice wurde dem Okres Kutná Hora zugeordnet. Auf dem Militärgelände ist seit 2003 die 21. Taktische Luftwaffen-Basis (21. základna taktického letectva) – Čáslav der Luftstreitkräfte der Tschechischen Republik stationiert.

## Gemeindegliederung
Die Gemeinde Chotusice besteht aus den Ortsteilen Chotusice (Chotusitz) und Druhanice (Druhanitz). Grundsiedlungseinheit ist Chotusice. Zu Chotusice gehört außerdem die Wüstung Kamajka (Wilhelmshöhe).
Das Gemeindegebiet bildet den Katastralbezirk Chotusice.

## Sehenswürdigkeiten
- Kirche des hl. Wenzel, sie wurde im 14. Jahrhundert durch das Kloster Sedlec errichtet und 1352 im päpstlichen Zehntregister als Pfarrkirche erwähnt
- Pfarrhaus, auch Dekanat genannt, erbaut 1823–1825 im Empirestil
- Kapelle des hl. Georg an der Straße nach Žehušice, geweiht 1694
- Linde bei der Kapelle des hl. Georg, sie wurde zum Gedenken an die Schlacht bei Chotusitz gepflanzt
- Statue des hl. Donatius, nördlich der Kirche auf dem Markt, die 1735 geschaffene Figur stand bis 1826 vor dem Schloss Žehušice
- Statue der Madonna mit dem Jesuskind am Červený kopec an der Straße nach Ovčáry, errichtet zum Gedenken an die Schlacht von 1742
- Statue des hl. Florian
- ehemalige Schule, errichtet 1822–1823, sie dient heute als Sitz des Gemeindeamtes

## Söhne und Töchter der Gemeinde
- Johann Baptist Ignaz Wolf (1716–1791), Organist
- Jan Charles Vondrouš  (1884–1970), Graphiker und Graveur